# Île de Cerboli
L'Île de Cerboli (en latin Cerbania) est une île italienne faisant partie de l'archipel toscan, à l'est de l'île d'Elbe. Sa superficie est de 0,04 km2.
Elle appartenait à l'écrivain  Carlo Cassola, et a été vendue par ses héritiers après sa mort. Elle fait partie à présent du parc national de l'archipel toscan. Cerboli, de même que Palmaiola, a été classée parmi les sites d'intérêt Communautaire de la Toscane du fait du contexte marin et environnemental où elle se trouve.